# Plymouth Island
Plymouth Island ist eine mit Tussock bewachsene Insel im Archipel Südgeorgiens im Südatlantik. Sie liegt westlich von Brilliant Island und östlich des Chaplin Head. Sie beherbergt eine Kolonie von Riesensturmvögeln.
Das UK Antarctic Place-Names Committee benannte sie 2009. Namensgeberin ist die Fregatte Plymouth der Royal Navy, die im April 1982 im Falklandkrieg bei der Rückeroberung Südgeorgiens nach der Invasion durch die Streitkräfte Argentiniens im Einsatz war.